# Onthophagus praedatus
Onthophagus praedatus är en skalbaggsart som beskrevs av Edgar von Harold 1862. Onthophagus praedatus ingår i släktet Onthophagus och familjen bladhorningar. Inga underarter finns listade i Catalogue of Life.